# Іссуф Уаттара
Іссуф Уаттара (фр. Issouf Ouattara; нар. 7 жовтня 1988, Уагадугу) — буркінійський футболіст, нападник клубу «Чорноморець» (Бургас) та національної збірної Буркіна-Фасо.

## Клубна кар'єра
У дорослому футболі дебютував 2006 року виступами за «Етуаль Філант», в якому провів два сезони, взявши участь лише у −1 матчі чемпіонату. У складі «Етуаль Філант» був одним з головних бомбардирів команди, маючи середню результативність на рівні 1,0 голу за гру першості.
Своєю грою за цю команду привернув увагу представників тренерського штабу клубу «Уніан Лейрія», до складу якого приєднався влітку 2008 року і в першому ж сезоні допоміг вийти до вищого дивізіону Португалії. Всього відіграв за клуб Лейрії два сезони своєї ігрової кар'єри, після чого протягом сезону 2010—11 років на правах оренди захищав кольори «Трофенсі», яке виступало у другому дивізіоні.
Влітку 2011 року уклав контракт з французьким клубом «Нім Олімпік» з Ліги 3, у складі якого провів один сезон своєї кар'єри гравця, допомігши виграти клубу третій дивізіон.
До складу клубу «Чорноморець» (Бургас) приєднався влітку 2012 року. Наразі встиг відіграти за команду з Бургаса 22 матчі в національному чемпіонаті.

## Виступи за збірну
2008 року дебютував в офіційних матчах у складі національної збірної Буркіна-Фасо.
У складі збірної був учасником Кубка африканських націй 2010 року в Анголі та Кубка африканських націй 2013 року у ПАР.
Наразі провів у формі головної команди країни 10 матчів, забивши 1 гол.

## Титули і досягнення
- Срібний призер Кубка африканських націй: 2013